# عزم حقيقي (فلم 2010)
عزم حقيقي (بالإنجليزية: True Grit) هو فيلم وسترن أمريكي أنتج سنة 2010، من إخراج وكتابة الأخوين كوين وهو ثاني اقتباس سينمائي للرواية بنفس الاسم لتشارلز بورتيس بعد فيلم عزم حقيقي (1969). الفيلم من بطولة هيلي ستاينفيلد وجيف بريدجز ومات ديمون وجوش برولين.
يروي الفيلم قصة فتاة عنيدة تجند مارشال أمريكي قوي لتعقب الرجل الذي قتل والدها في الأراضي الهندية. صدر الفيلم رسمياً في 22 ديسمبر 2010 في الولايات المتحدة.

## الاستقبال
استقبل الفيلم بإشادة كبيرة من النقاد والكثيرون اعتبروه أفضل من نسخة 1969.

### الجوائز
رشح الفيلم لعشرة جوائزة أوسكار من ضمنها أفضل فيلم وأفضل مخرج وأفضل سيناريو مقتبس وأفضل ممثل في دور رئيسي (جيف بريدجز) وأفضل ممثلة في دور مساعد (هيلي ستاينفيلد).

## وصلات خارجية
- مقالات تستعمل روابط فنية بلا صلة مع ويكي بيانات
- مصدر نص الفيلم